# Rémigny
Pour les articles homonymes, voir Remigny.
Rémigny est une municipalité du Québec située dans la MRC de Témiscamingue en Abitibi-Témiscamingue,.

## Histoire
Le canton de Rémigny a été fondé en 1920 mais ce n'est qu'en 1935 que s'installent les premiers colons, en provenance de la région de Joliette, recrutés par le plan de colonisation Vautrin. Le canton de Rémigny devient la municipalité de Rémigny le 1er janvier 1978. Rémigny fête son 75e anniversaire en 2010.
Le lieu porte le nom du capitaine Luc-Angélique de Rémigny, originaire de la Nièvre et qui combattit en Nouvelle-France, notamment lors de la bataille des Plaines d'Abraham (1759).

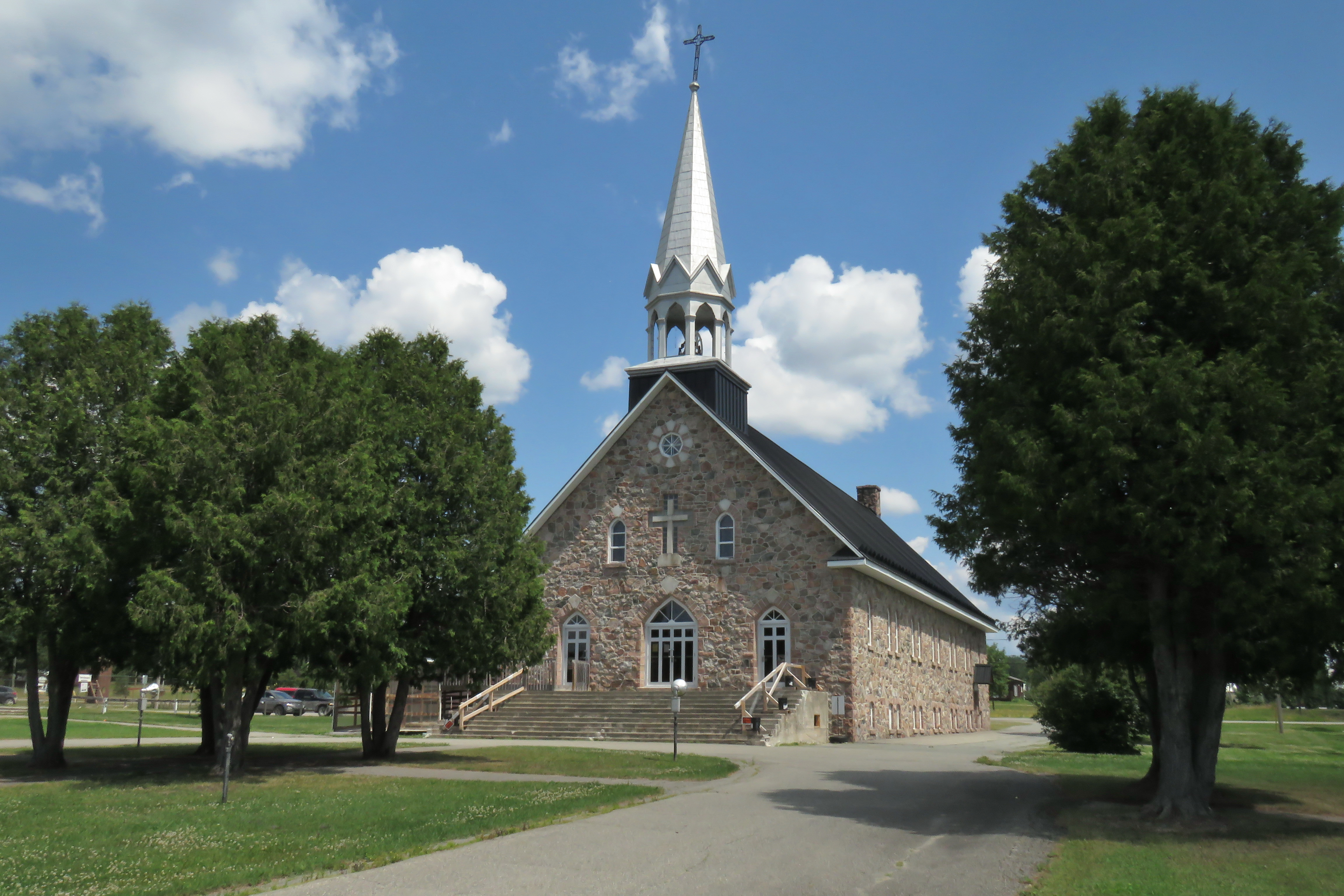
L'église St-Urbain-de-Rémigny.
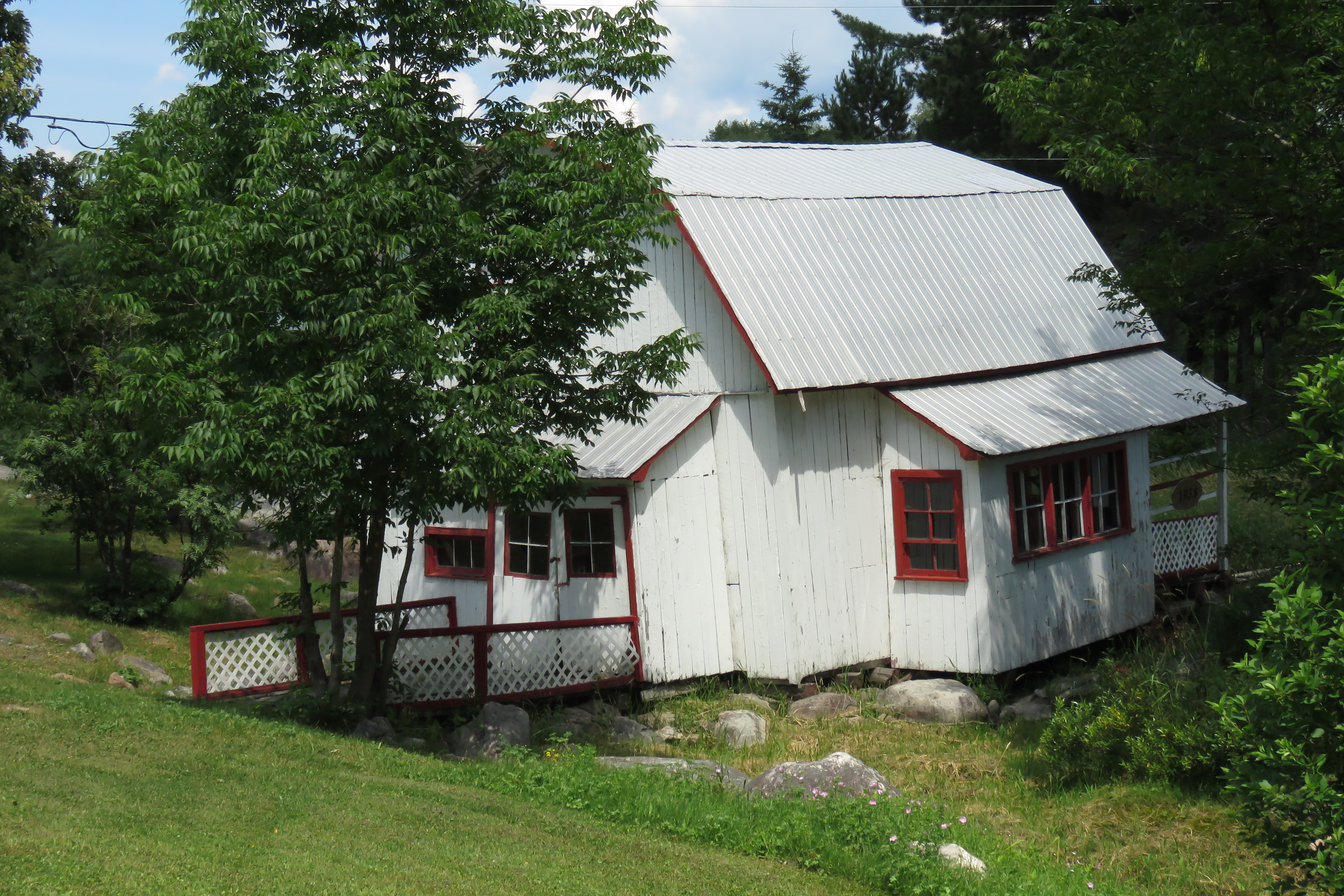
Le vieux moulin à aubes (1938).

## Géographie
Avec ses 896 km2, le territoire de Rémigny est le plus vaste de la MRC de Témiscamingue. Il comprend 17 lacs accessibles par la route, dont 12 sont reconnus pour la pêche. Pour cette raison ainsi que l'étendue de son territoire, la population augmente durant la saison estivale et la saison de la chasse.
Situé à 58 km au nord de Ville-Marie et à 80 km au sud de Rouyn-Noranda, Rémigny est la municipalité la plus au nord de la MRC. Elle est accessible seulement par la route 391, un embranchement de 2 km et la traversée du pont qui enjambe la jonction de deux grands lacs: le lac Rémigny au nord et le lac des Quinze au sud. La municipalité se trouve ainsi sur le parcours ancien du commerce des fourrures entre Montréal et la baie d'Hudson, entre le lac Témiscamingue et le lac Abitibi.

Municipalités limitrophes

## Démographie
Le recensement de 2006 y dénombre 318 habitants, 13,4 % de moins qu'en 2001.
| 1991 | 1996 | 2001 | 2006 | 2011 | 2016 | 2021 |
| ---- | ---- | ---- | ---- | ---- | ---- | ---- |
| 381  | 364  | 367  | 318  | 279  | 280  | 287  |

## Administration
Les élections municipales se font en bloc pour le maire et les six conseillers.
| Rémigny Maires depuis 2001                                                                                           |                                 |                                       |          |
| Élection | Maire                           | Qualité                               | Résultat |
| 2001 | Jocelyn Aylwin                  |                                       | Voir     |
| 2005 | Jocelyn Aylwin                  | Voir                                  |          |
| 2009 | Jocelyn Aylwin                  | Voir                                  |          |
| 2013 | Jocelyn Aylwin                  | Voir                                  |          |
| 2017 | Isabelle Coderre                |                                       | Voir     |
| 2021 | Isabelle Coderre                | Voir                                  |          |
| août 2022 | Commission municipale du Québec |                                       | Voir     |
| nov. 2022 | Denise Plourde                  |                                       | Voir     |
| déc. 2022 | Cathy Bruneau                   | Mairesse suppléante (2022- juin 2023) | Voir     |
| Élection partielle en italique Depuis 2005, les élections sont simultanées dans toutes les municipalités québécoises |                                 |                                       |          |